# Afrikaanse tropische savannemangoeste
De Afrikaanse tropische savannemangoeste (Dologale dybowskii)  is een zoogdier uit de familie van de mangoesten (Herpestidae). De wetenschappelijke naam van de soort werd voor het eerst geldig gepubliceerd door Pousargues in 1893.

## Verspreidingsgebied
De soort wordt aangetroffen in de Centraal-Afrikaanse Republiek, Congo-Kinshasa, Soedan en Oeganda.